# Molophilus prolatus
Molophilus prolatus là một loài ruồi trong họ Limoniidae. Chúng phân bố ở miền Australasia.